# Hypochrysops carveri
Hypochrysops carveri är en fjärilsart som beskrevs av D'abrera 1971. Hypochrysops carveri ingår i släktet Hypochrysops och familjen juvelvingar. Inga underarter finns listade i Catalogue of Life.